# Komorów (Basses-Carpates)
Pour les articles homonymes, voir Komorów.
Komorów est une localité polonaise de la gmina de Majdan Królewski, située dans le powiat de Kolbuszowa en voïvodie des Basses-Carpates.